# Ministerio de Desarrollo Económico (Colombia)
El Ministerio de Desarrollo Económico (Mindesa) fue un antiguo ministerio ejecutivo nacional del Gobierno de Colombia, encargado de promover y fomentar el crecimiento y desarrollo económico del país, así como de regular la vivienda y los servicios públicos.
Desapareció en 2002, cuando se fusionó con el Ministerio de Comercio Exterior para conformar el Ministerio de Comercio, Industria y Turismo.

## Historia
Surgió en diciembre de 1968, como resultado del decreto 2974 de 1968, que disolvió y reestructuró el Ministerio de Fomento, convirtiéndolo en el Ministerio de Desarrollo Económico. Apenas fundado el Ministerio se el encargó la administración del Instituto de Fomento Industrial.
Inicialmente se le asignaron las funciones de formulación de políticas en el sector de Comercio Internacional, Industria, Turismo, Comercio interno, Vivienda y Desarrollo urbano y de control y administración de los precios y la política cambiaria, monetaria y arancelaria. Así mismo, se le asignó trabajar, en sus áreas de competencia, con el Ministerio de Relaciones Exteriores, de Agricultura, de Minas y Energía y de Hacienda y Crédito Público.
La estructura del Ministerio estaba, originalmente, compuesta por el Ministro, el Viceministro y el Secretario General.
El Ministerio fue reformado en 1988, mediante la ley 81 de ese año, expedida por el Congreso de la República. Entre las nuevas disposiciones se le retiraron las funciones de política minerológica y se le ordenó trabajar el Comercio exterior mediante el concejo directivo del Instituto de Comercio Exterior (Incomex).
En 1991, con la creación del Ministerio de Comercio Exterior, se le retiraron las funciones relacionadas al Comercio Internacional.
Mediante la ley 790 de 2002, expedida el 27 de diciembre de 2002 por el Congreso, la misma por la cual se crearon el Ministerio del Interior y Justicia y el Ministerio de Protección Social, se fusionó el Ministerio de Desarrollo Económico y el de Comercio Exterior, dando lugar a la creación del Ministerio de Comercio, Industria y Turismo. Al recién creado Ministerio se le retiraron las funciones de Administración y organización territorial y de servicios públicos, que pasaron a ser funciones del Ministerio de Ambiente, Vivienda y Desarrollo Territorial.

## Listado de Ministros
La siguiente es la lista de personas que ocuparon el Ministerio de Desarrollo Económico: 
| N.° | Ministro                        | Inicio                 | Final                   | Presidente                 | Ref.   |
| --- | ------------------------------- | ---------------------- | ----------------------- | -------------------------- | ------ |
| 29° | Jorge Humberto Botero Angulo    | 7 de agosto de 2002    | 27 de diciembre de 2002 | Álvaro Uribe Vélez         | [ 6 ]  |
| 28° | Eduardo Pizano de Narváez       | 2001                   | 7 de agosto de 2002     | Andrés Pastrana Arango     | [ 6 ]  |
| 27° | Augusto Ramírez Ocampo          | 12 de julio de 2000    | 2001                    | Andrés Pastrana Arango     | [ 6 ]  |
| 26° | Jaime Alberto Cabal Sanclemente | 13 de agosto de 1999   | 12 de julio de 2000     | Andrés Pastrana Arango     | [ 6 ]  |
| 25° | Fernando Araújo Perdomo         | 7 de agosto de 1998    | 13 de agosto de 1999    | Andrés Pastrana Arango     | [ 6 ]  |
| 24° | Carlos Julio Gaitán González    | 1997                   | 7 de agosto de 1998     | Ernesto Samper Pizano      | [ 6 ]  |
| 23° | Orlando Cabrales Martínez       | 1996                   | 1997                    | Ernesto Samper Pizano      | [ 6 ]  |
| 22° | Rodrigo Marín Bernal            | 7 de agosto de 1994    | 1996                    | Ernesto Samper Pizano      | [ 6 ]  |
| 21° | Mauricio Cárdenas Santamaría    | 18 de enero de 1994    | 7 de agosto de 1994     | César Gaviria Trujillo     |        |
| 20° | Luis Alberto Moreno Mejía       | 5 de julio de 1992     | 18 de enero de 1994     | César Gaviria Trujillo     |        |
| 19° | Jorge Ospina Sardi              | 28 de octubre de 1991  | 5 de julio de 1992      | César Gaviria Trujillo     |        |
| 18° | Ernesto Samper Pizano           | 7 de agosto de 1990    | 28 de octubre de 1991   | César Gaviria Trujillo     |        |
| 17° | María Mercedes Cuéllar López    | 1989                   | 7 de agosto de 1990     | Virgilio Barco Vargas      | [ 6 ]  |
| 16° | Carlos Arturo Marulanda Ramírez | 1988                   | 1989                    | Virgilio Barco Vargas      | [ 6 ]  |
| 15° | Fuad Char Abdala                | Mayo de 1987           | 1988                    | Virgilio Barco Vargas      | [ 6 ]  |
| 14° | Miguel Merino Gordillo          | 7 de agosto de 1986    | Mayo de 1987            | Virgilio Barco Vargas      | [ 6 ]  |
| 13° | Gustavo Castro Guerrero         | 1984                   | 7 de agosto de 1986     | Belisario Betancur Cuartas |        |
| 12° | Rodrigo Marín Bernal            | 1983                   | 1984                    | Belisario Betancur Cuartas |        |
| -   | Hernán Beltz Peralta (e)        | 1983                   | 1983                    | Belisario Betancur Cuartas |        |
| 10° | Roberto Gerlein Echeverría      | 7 de agosto de 1982    | 1983                    | Belisario Betancur Cuartas |        |
| 9°  | Gabriel Melo Guevara            | 12 de marzo de 1981    | 7 de agosto de 1982     | Julio César Turbay Ayala   | [ 7 ]  |
| 8°  | Andrés Restrepo Londoño         | 14 de mayo de 1980     | 12 de marzo de 1981     | Julio César Turbay Ayala   | [ 7 ]  |
| 7°  | Gilberto Echeverri Mejía        | 7 de agosto de 1978    | 14 de mayo de 1980      | Julio César Turbay Ayala   | [ 7 ]  |
| 6°  | Diego Moreno Jaramillo          | 12 de julio de 1976    | 7 de agosto de 1978     | Alfonso López Michelsen    | [ 8 ]  |
| 5°  | Jorge Ramírez Ocampo            | 7 de agosto de 1974    | 12 de julio de 1976     | Alfonso López Michelsen    | [ 8 ]  |
| 4°  | José Raimundo Sojo Zambrano     | 13 de abril de 1973    | 7 de agosto de 1974     | Misael Pastrana Borrero    | [ 9 ]  |
| 3°  | Hernando Agudelo Villa          | 4 de mayo de 1972      | 13 de abril de 1973     | Misael Pastrana Borrero    | [ 9 ]  |
| 2°  | Jorge Valencia Jaramillo        | 7 de agosto de 1970    | 4 de mayo de 1972       | Misael Pastrana Borrero    | [ 9 ]  |
| 1°  | Hernando Gómez Otálora          | 3 de diciembre de 1968 | 7 de agosto de 1970     | Carlos Lleras Restrepo     | [ 10 ] |

### Ministros Encargados
| Nombre                 | Fecha de Designación     | Cargo                                  | Presidente               | Ref.   |
| ---------------------- | ------------------------ | -------------------------------------- | ------------------------ | ------ |
| Eduardo Weisner Durán  | 17 de noviembre de 1981  | Ministro de Hacienda y Crédito Público | Julio César Turbay Ayala | [ 7 ]  |
| Darío Restrepo Villa   | 12 de marzo de 1981      | Viceministro                           | Julio César Turbay Ayala | [ 7 ]  |
| Darío Restrepo Villa   | 6 de octubre de 1980     | Viceministro                           | Julio César Turbay Ayala | [ 7 ]  |
| Saulo Arboleda Gómez   | 8 de agosto de 1980      | Viceministro                           | Julio César Turbay Ayala | [ 7 ]  |
| Saulo Arboleda Gómez   | 14 de marzo de 1980      | Viceministro                           | Julio César Turbay Ayala | [ 7 ]  |
| Saulo Arboleda Gómez   | 27 de febrero de 1980    | Viceministro                           | Julio César Turbay Ayala | [ 7 ]  |
| Saulo Arboleda Gómez   | 31 de enero de 1980      | Viceministro                           | Julio César Turbay Ayala | [ 7 ]  |
| César Gaviria Trujillo | 31 de octubre de 1979    | Viceministro                           | Julio César Turbay Ayala | [ 7 ]  |
| César Gaviria Trujillo | 27 de julio de 1979      | Viceministro                           | Julio César Turbay Ayala | [ 7 ]  |
| César Gaviria Trujillo | 4 de junio de 1979       | Viceministro                           | Julio César Turbay Ayala | [ 7 ]  |
| César Gaviria Trujillo | 4 de mayo de 1979        | Viceministro                           | Julio César Turbay Ayala | [ 7 ]  |
| César Gaviria Trujillo | 13 de noviembre de 1978  | Viceministro                           | Julio César Turbay Ayala | [ 7 ]  |
| César Gaviria Trujillo | 29 de septiembre de 1978 | Viceministro                           | Julio César Turbay Ayala | [ 7 ]  |
| Hernán Marín Gutiérrez | 18 de junio de 1978      | Viceministro                           | Alfonso López Michelsen  | [ 8 ]  |
| Hernán Marín Gutiérrez | 31 de marzo de 1978      | Viceministro                           | Alfonso López Michelsen  | [ 8 ]  |
| Abelardo Duarte Sotelo | 12 de diciembre de 1977  | Viceministro                           | Alfonso López Michelsen  | [ 8 ]  |
| Abelardo Duarte Sotelo | 16 de noviembre de 1977  | Viceministro                           | Alfonso López Michelsen  | [ 8 ]  |
| Abelardo Duarte Sotelo | 8 de septiembre de 1977  | Viceministro                           | Alfonso López Michelsen  | [ 8 ]  |
| Abelardo Duarte Sotelo | 15 de marzo de 1977      | Viceministro                           | Alfonso López Michelsen  | [ 8 ]  |
| Abelardo Duarte Sotelo | 4 de octubre de 1976     | Viceministro                           | Alfonso López Michelsen  | [ 8 ]  |
| Abelardo Duarte Sotelo | 9 de septiembre de 1976  | Viceministro                           | Alfonso López Michelsen  | [ 8 ]  |
| Abelardo Duarte Sotelo | 3 de agosto de 1976      | Viceministro                           | Alfonso López Michelsen  | [ 8 ]  |
| Abelardo Duarte Sotelo | 22 de julio de 1976      | Viceministro                           | Alfonso López Michelsen  | [ 8 ]  |
| Abelardo Duarte Sotelo | 9 de junio de 1976       | Viceministro                           | Alfonso López Michelsen  | [ 8 ]  |
| Abelardo Duarte Sotelo | 28 de mayo de 1976       | Viceministro                           | Alfonso López Michelsen  | [ 8 ]  |
| Abelardo Duarte Sotelo | 5 de abril de 1976       | Viceministro                           | Alfonso López Michelsen  | [ 8 ]  |
| Abelardo Duarte Sotelo | 1 de marzo de 1976       | Viceministro                           | Alfonso López Michelsen  | [ 8 ]  |
| Abelardo Duarte Sotelo | 20 de febrero de 1976    | Viceministro                           | Alfonso López Michelsen  | [ 8 ]  |
| Abelardo Duarte Sotelo | 12 de enero de 1976      | Viceministro                           | Alfonso López Michelsen  | [ 8 ]  |
| Abelardo Duarte Sotelo | 9 de diciembre de 1975   | Viceministro                           | Alfonso López Michelsen  | [ 8 ]  |
| Abelardo Duarte Sotelo | 14 de octubre de 1975    | Viceministro                           | Alfonso López Michelsen  | [ 8 ]  |
| Abelardo Duarte Sotelo | 23 de septiembre de 1975 | Viceministro                           | Alfonso López Michelsen  | [ 8 ]  |
| Diego Moreno Jaramillo | 21 de agosto de 1975     | Viceministro                           | Alfonso López Michelsen  | [ 8 ]  |
| Diego Moreno Jaramillo | 8 de julio de 1975       | Viceministro                           | Alfonso López Michelsen  | [ 8 ]  |
| Diego Moreno Jaramillo | 21 de marzo de 1975      | Viceministro                           | Alfonso López Michelsen  | [ 8 ]  |
| Diego Moreno Jaramillo | 28 de enero de 1975      | Viceministro                           | Alfonso López Michelsen  | [ 8 ]  |
| Fernando Abello Lobo   | 2 de julio de 1974       | Viceministro                           | Misael Pastrana Borrero  | [ 9 ]  |
| Inrique Zurek Mesa     | 7 de septiembre de 1973  | Viceministro                           | Misael Pastrana Borrero  | [ 9 ]  |
| Inrique Zurek Mesa     | 17 de mayo de 1973       | Viceministro                           | Misael Pastrana Borrero  | [ 9 ]  |
| Alejandro Figueroa     | 15 de diciembre de 1972  | Viceministro                           | Misael Pastrana Borrero  | [ 9 ]  |
| Jaime Mejía Arango     | 24 de noviembre de 1971  | Viceministro                           | Misael Pastrana Borrero  | [ 9 ]  |
| Jaime Mejía Arango     | 19 de octubre de 1971    | Viceministro                           | Misael Pastrana Borrero  | [ 9 ]  |
| Jaime Mejía Arango     | 10 de mayo de 1971       | Viceministro                           | Misael Pastrana Borrero  | [ 9 ]  |
| Jaime Mejía Arango     | 27 de abril de 1971      | Viceministro                           | Misael Pastrana Borrero  | [ 9 ]  |
| Jaime Mejía Arango     | 31 de diciembre de 1970  | Viceministro                           | Misael Pastrana Borrero  | [ 9 ]  |
| Jaime Mejía Arango     | 15 de diciembre de 1970  | Viceministro                           | Misael Pastrana Borrero  | [ 9 ]  |
| Jaime Mejía Arango     | 10 de noviembre de 1970  | Viceministro                           | Misael Pastrana Borrero  | [ 9 ]  |
| Humberto Toro Cardona  | 11 de marzo de 1970      | Viceministro                           | Carlos Lleras Restrepo   | [ 10 ] |